# Mashkān (ort i Iran)
Mashkān (persiska: مشکان) är en ort i Iran.   Den ligger i provinsen Västazarbaijan, i den nordvästra delen av landet, 600 km väster om huvudstaden Teheran. Mashkān ligger 1 799 meter över havet och antalet invånare är 305.
Terrängen runt Mashkān är kuperad österut, men västerut är den bergig. Runt Mashkān är det ganska glesbefolkat, med 48 invånare per kvadratkilometer. Närmaste större samhälle är Piranshahr, 13,0 km sydost om Mashkān. Trakten runt Mashkān består i huvudsak av gräsmarker.